# Kleiner Seddiner See
Der Kleine Seddiner See ist ein rund 4,4 Hektar großes Gewässer auf der Gemarkung der Gemeinde Seddiner See im Landkreis Potsdam-Mittelmark im Land Brandenburg.

## Lage
Der See befindet sich nordwestlich der Wohnbebauung der Gemeinde und dort westlich der Bundesstraße 2, die in diesem Bereich von Nordosten kommend in südwestlicher Richtung verläuft. Sie trennt den See vom östlich gelegenen Großen Seddiner See. An seinem Nordufer liegt der Wohnplatz Kunersdorf Försterei.

## Geschichte und Nutzung
Das Gewässer war ursprünglich lediglich die westliche Bucht des Großen Seddiner Sees, die durch den Bau eines Damms im Jahr 1804 abgetrennt und somit ein eigenständiges Gewässer wurde. Der See wird im 21. Jahrhundert zum Angelsport genutzt. Im Gewässer wurden Aale, Barsche, der Hecht, Karpfen, Rotaugen und Schleie nachgewiesen. Um das nördliche Ufer verläuft ein Abschnitt des 66-Seen-Wanderwegs.